# Ottwiller
Ottwiller (in tedesco Ottweiler) è un comune francese di 231 abitanti situato nel dipartimento del Basso Reno nella regione del Grand Est.

## Società

### Evoluzione demografica
Abitanti censiti